# Kanton Santa-Maria-Siché
Santa-Maria-Siché is een voormalig kanton van het Franse departement Corse-du-Sud. Het kanton maakte deel uit van het arrondissement Ajaccio. Het werd opgeheven bij decreet van 24 februari 2014 met uitwerking op 22 maart 2015.

## Gemeenten
Het kanton Santa-Maria-Siché omvatte de volgende gemeenten:
- Albitreccia
- Azilone-Ampaza
- Campo
- Cardo-Torgia
- Cognocoli-Monticchi
- Coti-Chiavari
- Forciolo
- Frasseto
- Grosseto-Prugna
- Guargualé
- Pietrosella
- Pila-Canale
- Quasquara
- Serra-di-Ferro
- Santa-Maria-Siché (hoofdplaats)
- Urbalacone
- Zigliara